# Escudo de la República de Ingusetia
El escudo de armas de Ingusetia fue instituido el 26 de agosto de 1994. En el centro del círculo figuran un águila (simbolizando la nobleza, el coraje, la sabiduría y la fe) y una torre de batalla (símbolo de la vieja y joven Ingusetia). En el fondo están la montaña Stolovaya ("Matloam") en el lado izquierdo de la torre y la montaña Kazbek ("Bashloam") en el lado derecho. Sobre la torre aparece un sol que brilla en un cielo azul. 
El nombre de la república aparece escrito en ruso arriba del sello (Республика Ингушетия), y en ingusetio debajo del sello (ГӀалгӀай Мохк).
El pequeño trisquel cerca de la parte inferior del sello se refiere a la bandera de Ingusetia.

## Historia

### Escudo de la República Autónoma Socialista Soviética de Chechenia-Ingusetia
En 1957, se creó el escudo de la república autónoma como una versión del emblema de la RSFS de Rusia, con las inscripciones en los idiomas checheno e ingusetio (además de ruso).

Escudo de la RASS de Chechenia e Ingusetia

- Datos: Q2415503